# Allan Billing
Ernst Allan „Rovern“ Billing (* 12. Juli 1901; † 4. April 1978) war ein schwedischer Fußballspieler und -trainer. Er bestritt 1929 fünf Länderspiele für die schwedische Nationalmannschaft.

## Werdegang
Billing spielte mindestens zwischen 1924 und 1933 für Örgryte IS. In der Premierensaison der Allsvenskan als landesweiter Spielklasse mit der Spielzeit 1924/25 wurde er Tabellendritter. Zwar gewann er mit dem Verein 1926 und 1928 die Liga, seinerzeit wurde der Meistertitel jedoch nicht offiziell vergeben. 1929 und 1932 wurde er noch jeweils Tabellenzweiter, einmal hinter Helsingborgs IF und – nachdem ab 1931 der schwedische Meistertitel in der Liga vergeben wurde – als Vizemeister hinter AIK. Bis 1933 bestritt er unter anderem an der Seite von Douglas Krook, Sven Friberg, Carl-Erik Holmberg, Robert Zander und Evert Hansson 120 Spiele für die Göteborger.
1929 berief das Auswahlkomitee des Svenska Fotbollförbundet Billing als Auswahlspieler in die schwedische Nationalmannschaft. Im Juni des Jahres debütierte er für seine Farben beim 6:2-Erfolg über die Niederlande, sein Göteborger Mannschaftskamerad Sven Rydell war in jenem Spiel dreifacher Torschütze auf Seiten der Schweden. Bis zum Jahresende bestritt er insgesamt fünf Länderspiele, drei davon im Rahmen der Nordischen Fußballmeisterschaft.
Nach seinem Karriereende war er ab 1938 Trainer von Örgryte IS, wurde aber nach dem Abstieg am Ende der Spielzeit 1939/40 von seinem Amt beim Göteborger Klub entbunden und durch Harry Zachrisson ersetzt.
Über das weitere Leben Billings – insbesondere auch abseits des Fußballplatzes – ist derzeit nichts bekannt.